# Egy hős a szomszédból (Family Guy)
Az Egy hős a szomszédból (angolul A Hero Sits Next Door, további ismert magyar címe: Segítség, a szomszédom egy hős!) a Family Guy első évadjának az ötödik része, melyet az amerikai FOX csatorna mutatott be 1999. május 2-án, egy héttel a negyedik epizód után. Magyarországon a Comedy Central mutatta be 2008. október 8-án.
|  | Alább a cselekmény részletei következnek! |

## Cselekmény
Mr Weed, a Kockafej Játékgyár főnöke bemutatja a munkásoknak Guillermót, akit azért vett fel, hogy biztosítsa a cég győzelmét az éves softball meccsen. Peter azonban az edzésen sérülést okoz Guillermónak egy célt tévesztett dobással, ezért neki kell helyettesről gondoskodni. Ezalatt Lois barátkozni próbál az új szomszéddal, Megnek pedig megtetszik Kevin, az új szomszéd fiú. Peter azonban ellenséges az új szomszéddal, Joe Swansonnal, amíg ki nem derül, hogy a főiskolán sikeres baseball játékos volt. Peter meghívja Joe-t a csapatba. Amikor Joe megjelenik a pályán, Peter megrémül, hogy tolószékes, és csalódottságának hangot is ad. Végül kiderül, hogy Joe fantasztikus játékos és győzelemre segíti a csapatot. Kiderül róla, hogy egy hős rendőr (aki egy árvaház havas tetején a Grinch-csel vívott küzdelemben bénult le), és hamarosan nagyon népszerű lesz szomszédok és Peter családja körében. Petert szinte beleőrül, hogy az összes barátja Joe-val foglalkozik. Stewie közben azt gondolja, hogy Joe félig ember-félig gép, és megpróbálja ellopni a kerekesszékét.
Joe népszerűsége féltékennyé teszi Petert, és ő is hős akar lenni. Úgy dönt, hogy valamilyen hőstettet hajt végre, hogy versenyre kelhessen Joe-val. Megpróbál megakadályozni egy bankrablást, azonban Petert és Briant túszul ejtik a bankrablók. Joe meggyőzi a bankrablókat, hogy adják fel magukat. A túsz eset után Peter nagyon csalódott, de a családja azt mondja, hogy ő egy igazi hős.
Közben Meg próbálja felkelteni Kevin figyelmét, de addig nem sikerül neki, amíg nem kezdi el beszéltetni őt.

## Külső hivatkozások
- Egy hős a szomszédból az Internet Movie Database-ben (angolul)
- Egy hős a szomszédból a Rotten Tomatoeson (angolul)
- Egy hős a szomszédból a Box Office Mojón (angolul)